# Carolin Degethoff
Carolin Degethoff (* 9. Mai 1992 in Wolfsburg) ist eine ehemalige deutsche Fußballspielerin, die von 2007 bis 2011 im Erstligakader des VfL Wolfsburg stand.

## Karriere
Degethoff kam aus der Jugend des VfR Eintracht Nord Wolfsburg zum VfL und stand im Alter von 15 Jahren im Kader der dritten Mannschaft Wolfsburgs in der Bezirksoberliga. Ihr erstes Spiel für die Bundesligamannschaft des VfL machte sie am 7. September 2008, dem ersten Spieltag der Saison 2008/09 gegen die SG Essen-Schönebeck. In dieser Spielzeit folgten noch zwei weitere Einsätze, sowie in der folgenden Saison nochmals fünf Spiele, alle als Einwechselspielerin. Ihren Vertrag in Wolfsburg verlängerte Degethoff im Sommer 2010 um ein weiteres Jahr. Nachdem sie in der Saison 2010/11, auch aufgrund eines zu Saisonbeginn erlittenen Bandscheibenvorfalls, nicht mehr eingesetzt worden war, verließ Degethoff den VfL.